# Glücksbärchis – Entdecke die Magie!
Glücksbärchis – Entdecke die Magie! (Originaltitel: Care Bears: Unlock the Magic) ist eine US-amerikanisch-kanadische Zeichentrickserie und die sechste Fortsetzung der Glücksbärchis-Franchise nach Glücksbärchis & Co. aus dem Jahr 2015. Die Serie wurde am 1. Februar 2019 auf der Streaming-App von Boomerang in den Vereinigten Staaten erstmals veröffentlicht, zunächst mit 10 Episoden. Die TV-Premiere fand schließlich am 30. März 2019 auf dem Boomerang-Sender statt. Auf Cartoon Network begann die Serie am 16. April 2019 zu laufen und wurde nur sporadisch ausgestrahlt, bevor sie aus dem Programm genommen wurde. Ab dem 19. September 2021 wurde die Serie wieder ausgestrahlt auf der Cartoonito-Vorschulschiene von Cartoon Network. Am 1. April 2022 wurde die Ausstrahlung der Serie auf dem Sender beendet.
Die Serie wird von Cloudco Entertainment und Copernicus Studios für Boomerang in den Vereinigten Staaten und für Tiny Pop in Großbritannien produziert.
Im deutschsprachigen Raum sollte die Erstausstrahlung am 12. September 2022 um 12:30 auf Boomerang stattfinden, doch aufgrund der Fusion von Warner Bros. und Discovery wurde die Serie abgeschrieben und vor der Premiere aus dem Programm genommen. Sie wurde durch Flipi und die Pilzlinge ersetzt, was bereits zuvor auf Boomerang ausgestrahlt worden war. Dieser Vorfall betraf ganz Boomerang CEE. Seit dem 1. Juli 2024 laufen die Specials in deutscher Erstausstrahlung auf Cartoonito.

## Handlung
Die Glücksbärchis, darunter Glücksbärchi, Sonnenscheinbärchi, Hurrabärchi, Brummbärchi und Teile-gern-Bärchi, verlassen das Wolkenland, um die „Silberstreifenwelt“ zu erkunden. Dort treffen sie auf die Whiffles, Wesen, die Samen pflanzen, um das Wachstum beider Welten zu fördern. In ihren Abenteuern zeigen die Glücksbärchis Mitgefühl und setzen sich für andere ein, wobei Freundschaft, Mut und Fürsorge eine wichtige Rolle spielen. Ihr Feind, Bluster, und die „Bad Crowd“ versuchen, ihre Pläne zu durchkreuzen, um die Silberstreifenwelt in „Blusterland“ zu verwandeln. Die Glücksbärchis erhalten Unterstützung von Verbündeten wie Schlummerbärchi, Schmusebärchi und Wunschbärchi über den „Sternchenturm“. Außerdem schließt sich Dibble, ein Whiffle, den Glücksbärchis an.

## Ausstrahlung
Bisher (Stand Mai 2024) wurden 52 Episoden in einer Staffel produziert. Neben der ersten Staffel wurde im Mai 2022 bekannt gegeben, dass HBO Max und Cartoon Network sechs neue Specials zur Serie in Auftrag gegeben haben. Das erste Special feierte am 2. Juni 2023 in Kanada auf Family Jr. Premiere, gefolgt von den anderen fünf Specials auf demselben Sender. In den Vereinigten Staaten wurden die Specials ab dem 2. Februar 2024 auf dem Streamingdienst Max veröffentlicht. Ein deutscher Starttermin der ersten Staffel ist derzeit nicht bekannt. Seit dem 1. Juli 2024 werden die Specials auf Cartoonito erstmals im deutschsprachigen Raum ausgestrahlt.

## Episodenliste
| Nr.      | Deutscher Titel                  | Originaltitel                         | Deutschsprachige Erstausstrahlung (Boomerang) | Erstausstrahlung (Boomerang) |
| -------- | -------------------------------- | ------------------------------------- | --------------------------------------------- | ---------------------------- |
| 1        | Der Anfang (1)                   | The Beginning (1)                     | –                                             | 01.02.2019                   |
| 2        | Der Anfang (2)                   | The Beginning (2)                     | –                                             | 01.02.2019                   |
| 3        | Beleidigte Blumen                | A Patch of Perturbed Petunias         | –                                             | 01.02.2019                   |
| 4        | Niemand ist perfekt              | Nobody’s Perfect                      | –                                             | 01.02.2019                   |
| 5        | –                                | A Yoorg Awakening                     | –                                             | 01.02.2019                   |
| 6        | Brummibärchis neues Ich          | Rain Rain Go Away                     | –                                             | 01.02.2019                   |
| 7        | –                                | Waffle Cones for Whiffles             | –                                             | 01.02.2019                   |
| 8        | –                                | The Big Whifflesnooze                 | –                                             | 01.02.2019                   |
| 9        | Signalstörung                    | Mixed Signals                         | –                                             | 01.02.2019                   |
| 10       | –                                | Funshine's Unfun Day                  | –                                             | 01.02.2019                   |
| 11       | Das große Kichern                | The Great Giggle                      | –                                             | 28.02.2019                   |
| 12       | –                                | If It's Broke, Fix It                 | –                                             | 02.05.2019                   |
| 13       | Der Brummbärchi-Effekt           | The Grumpy Effect                     | –                                             | 02.05.2019                   |
| 14       | Plunks letzte Chance             | Things That Go Plunk                  | –                                             | 02.05.2019                   |
| 15       | Was Sporen wollen                | On The Trail Of The Cloud Bouncer     | –                                             | 02.05.2019                   |
| 16       | Die Nacht des Silbermonds        | Riffle the Whiffle                    | –                                             | 02.05.2019                   |
| 17       | Das Fest der Herzen              | Festival of Hearts                    | –                                             | 01.02.2019                   |
| 18       | Die Wolken-Seifenblasen-Maschine | An Almost Eggless Easter              | –                                             | 28.03.2019                   |
| 19       | Die Glücksbärchi-Power-Umarmung  | A Wish-full Reunion                   | –                                             | 02.05.2019                   |
| 20       | Ein ganz besonderes Geschenk     | The Birthday That Wasn’t              | –                                             | 01.08.2019                   |
| 21       | Das große Gepolter               | The Big Rumble                        | –                                             | 02.05.2019                   |
| 22       | Ein dreifaches Hurrabärchi       | Three Cheers For Cheer!               | –                                             | 02.05.2019                   |
| 23       | –                                | The Badge Of Courage                  | –                                             | 02.05.2019                   |
| 24       | –                                | One Wise Bear                         | –                                             | 30.05.2019                   |
| 25       | Die Schmutz-Häschen              | Dibble’s Dust-Up                      | –                                             | 03.09.2020                   |
| 26       | Die Kraft der Fürsorge           | Hide And Sneak                        | –                                             | 03.09.2020                   |
| 27       | Zeit für Güte!                   | Share Your Care                       | –                                             | 05.09.2019                   |
| 28       | –                                | The Return of the Gnomes              | –                                             | 01.05.2020                   |
| 29       | –                                | The Light in the Forest               | –                                             | 03.09.2020                   |
| 30       | –                                | Monsterplant                          | –                                             | 26.10.2019                   |
| 31       | –                                | Neon Beach Party (1)                  | –                                             | 27.06.2019                   |
| 32       | –                                | Neon Beach Party (2)                  | –                                             | 27.06.2019                   |
| 33       | –                                | Power Outage                          | –                                             | 01.09.2020                   |
| 34       | –                                | Where Oh Where Has Our Funshine Gone? | –                                             | 01.05.2020                   |
| 35       | –                                | Water, Water Everywhere               | –                                             | 03.09.2020                   |
| 36       | –                                | The Ultimate Bad Seed                 | –                                             | 03.09.2020                   |
| 37       | –                                | Rise and Funshine!                    | –                                             | 03.09.2020                   |
| 38       | –                                | Road Trip                             | –                                             | 03.09.2020                   |
| 39       | –                                | The Incredible Shrinking Bears        | –                                             | 03.09.2020                   |
| 40       | –                                | Finders Keepers                       | –                                             | 03.09.2020                   |
| 41       | –                                | Sorry Not Sorry                       | –                                             | 03.09.2020                   |
| 42       | –                                | Plunk to the Rescue                   | –                                             | 01.12.2020                   |
| 43       | –                                | Once Upon a Rainbow                   | –                                             | 01.12.2020                   |
| 44       | –                                | After the Klatternack!                | –                                             | 01.12.2020                   |
| 45       | –                                | Let the Fun Shine                     | –                                             | 01.12.2020                   |
| 46       | –                                | Valley of the Shamrocks               | –                                             | 01.12.2020                   |
| 47       | –                                | Some Luck                             | –                                             | 01.12.2020                   |
| 48       | –                                | Out of the Cheer Zone                 | –                                             | 01.12.2020                   |
| 49       | –                                | The Last Laugh                        | –                                             | 01.12.2020                   |
| 50       | –                                | Say What?                             | –                                             | 01.12.2020                   |
| 51       | –                                | The Big Freeze (1)                    | –                                             | 02.12.2019                   |
| 52       | –                                | Return to Care-A-Lot (2)              | –                                             | 02.12.2019                   |
| Quellen: |                                  |                                       |                                               |                              |

## Specials
| Nummer | Deutscher Titel                        | Originaltitel                       | Deutschsprachige Erstausstrahlung (Cartoonito) | Erstausstrahlung (Family Jr.) | Premiere (Max)    |
| ------ | -------------------------------------- | ----------------------------------- | ---------------------------------------------- | ----------------------------- | ----------------- |
| 1      | Die Suche nach dem Regenbogenstein     | The Quest for the Rainbow Stone     | 1. Juli 2024                                   | 2. Juni 2023                  | 2. Februar 2024   |
| 2      | Mensch, ärger' dich nicht, Brummbärchi | Grumpy’s Ginormous Adventure        | 2. Juli 2024                                   | 5. Mai 2023                   | 8. März 2024      |
| 3      | Das Wettwünschen                       | The Star Of A Thousand Wishes       | 3. Juli 2024                                   | 10. Juni 2023 (a)             | 5. Juli 2024      |
| 4      | Bluster hat Angst                      | The Mystery Of The Snickering Ghost | 4. Juli 2024                                   | 14. Juli 2023                 | 4. Oktober 2024   |
| 5      | Die Schurkengang schlägt zurück        | The Bad Crowd Strikes Back!         | 5. Juli 2024                                   | 23. Juni 2023                 | 1. September 2024 |
| 6      | Mögen die Spiele beginnen              | The No Heart Games                  | 6. Juli 2024                                   | 28. Juli 2023                 | 1. November 2024  |

## Synchronisation
Die deutsche Synchronisation entsteht unter dem Dialogbuch von Alexander Ziegenbein und der Dialogregie von Fabian Kluckert durch die Synchronfirma Iyuno Germany und der musikalischen Leitung von Vocal Company GmbH.
| Rolle              | Englischer Sprecher                                 | Deutscher Sprecher  |
| ------------------ | --------------------------------------------------- | ------------------- |
| Hurrabärchi        | Debi Derryberry                                     | Angelina Geisler    |
| Teile-gern-Bärchi  | Brenna Larsen                                       | Sarah Tkotsch       |
| Brummbärchi        | Nick Shakoour (Staffel 1) Justin Michael (Specials) | René Dawn-Claude    |
| Sonnenscheinbärchi | Nick Shakoour (Staffel 1) Jason LaShea (Specials)   | Sebastian Kluckert  |
| Glücksbärchi       | Patrick Pedraza                                     | Marco Eßer          |
| Wunschbärchi       | Valarie Rae Miller                                  | Juliane Schöttler   |
| Rob                | Debi Derryberry                                     | Cathlen Gawlich     |
| Bluster            | Jason LaShea                                        | Stefan Weißenburger |
| Schlummerbärchi    | Harry Chaskin                                       | Christopher Groß    |
| Dibble             | Brenna Larsen                                       | Chiara Tanfal       |